# Спурина
Тит Вестриций Спурина (на латински: Titus Vestricius Spurinna) e бил етруски харуспекс, който предсказал убийството на Гай Юлий Цезар на Мартенски иди на 15 март 44 пр.н.е.
Според Плутарх няколко дена преди убийството Спурина предупреждава Цезар за опасността с думите „Пази се от мартенските иди!“. На сутринта на 15 март 44 пр.н.е., малко преди неговото убийство, Цезар се среща в къщата на Калвин с профета Спурина.
Фразата „Пази се от мартенските иди!“ от пиесата на Уилям Шекспир „Юлий Цезар“ става крилата.